# Distretto di Totora
Il distretto di Totora è un distretto del Perù nella provincia di Rodríguez de Mendoza (regione di Amazonas) con 490 abitanti al censimento 2007 dei quali 133 urbani e 357 rurali.
È stato istituito il 5 febbraio 1875.